# Zen Sing+中国ライブDVD「VoThM in 中国」
『Zen Sing+中国ライブDVD「VoThM in 中国」』は、2015年7月20日にリリースされたVoThMの6枚目のアルバム+『LIVE DVD』の2枚組である。

## 解説
- 収録曲は前作のUSBメモリーで発売されたミニ・アルバムの4曲、『SijiMi』時代の楽曲が1曲、元々ライブで演奏されたのみだった5曲が収録されていて新曲は無いがライブのみで演奏されていた5曲はアルバム初収録となった。
- 2015年4月11日から17日まで中国に遠征、ファンキー末吉が所有している北京のレコーディングスタジオで収録が行なわれた。
- ライブDVDは4月15日に天津「久歌音乐CLUB」、16日に北京「黄昏黎明DDC」で行われたライブの模様を収録。渡辺の意向により歌詞カードは添付されていない。
- 本作品の収益のすべては渡辺の家族の手に渡り、治療費に充てられる予定であった。しかし本作品がリリースされる前に死去したため、その名目が変更された。

## 収録曲
CD 『Zen Sing』
| 全編曲: VoThM。 |                                    |          |          |
| #               | タイトル                           | 作詞     | 作曲     |
| 1.              | 「愛し合うために行こう」           | 渡辺英樹 | 丸山正剛 |
| 2.              | 「アワテヅイソゲ」                 | 渡辺英樹 | 渡辺英樹 |
| 3.              | 「Change」                         | 渡辺英樹 | 丸山正剛 |
| 4.              | 「それじゃあのゴッホをちょうだい」 | 渡辺英樹 | 丸山正剛 |
| 5.              | 「Mosquito Song」                  | 渡辺英樹 | 丸山正剛 |
| 6.              | 「もうほっとけない」               | 渡辺英樹 | 丸山正剛 |
| 7.              | 「ソドミスト”」                    | 渡辺英樹 | 丸山正剛 |
| 8.              | 「それぞれ」                       | 渡辺英樹 | 丸山正剛 |
| 9.              | 「つまさきで蹴って」               | 渡辺英樹 | 丸山正剛 |
| 10.             | 「Wall」                           | 渡辺英樹 | 丸山正剛 |

DVD 『VoThM in 中国』
| 全作詞: 渡辺英樹、全編曲: VoThM。 |                                        |          |                   |
| #                                 | タイトル                               | 作詞     | 作曲              |
| 1.                                | 「プロローグ」                         | 渡辺英樹 |                   |
| 2.                                | 「奪われた物より多くをその手につかめ」 | 渡辺英樹 | 丸山正剛          |
| 3.                                | 「Order, border and shoulder」         | 渡辺英樹 | 丸山正剛          |
| 4.                                | 「Welcome」                            | 渡辺英樹 | 丸山正剛          |
| 5.                                | 「Yes,it's true」                      | 渡辺英樹 | 丸山正剛          |
| 6.                                | 「アジアからきた女」                   | 渡辺英樹 | 丸山正剛          |
| 7.                                | 「Hey! Mr.」                           | 渡辺英樹 | 田中裕二          |
| 8.                                | 「Fight or Flight,Knight」             | 渡辺英樹 | 丸山正剛/田中裕二 |
| 9.                                | 「夕べのキミ」                         | 渡辺英樹 | 田中裕二          |
| 10.                               | 「Hush, Little Baby」                  | 渡辺英樹 | 丸山正剛          |
| 11.                               | 「I've loved them」                    | 渡辺英樹 | 丸山正剛          |
| 12.                               | 「『A』からはじまる」                  | 渡辺英樹 | 丸山正剛          |
| 13.                               | 「SALLA」(サーラ)                      | 渡辺英樹 | 丸山正剛          |
| 14.                               | 「あつく燃えた砂」                     | 渡辺英樹 | 丸山正剛          |
| 15.                               | 「1991」                               | 渡辺英樹 | 田中裕二          |
| 16.                               | 「エピローグ」                         | 渡辺英樹 |                   |

## 楽曲解説
1. 愛し合うために行こう
シングル『英丸』やミニ・アルバム『VoThM for Kyoko』にも収録されている。
2. アワテヅイソゲ
渡辺のソロ・アルバム『Welcome to my room』に収録されている楽曲のVoThMバージョン。
3. Change
シングル『英丸』やミニ・アルバム『VoThM for Kyoko』にも収録されている。
4. それじゃあのゴッホをちょうだい
長らく未音源化作品だった楽曲。
5. Mosquito Song
オムニバス・ライブ・アルバム『BASEMENT ATTRACTION』にライブ音源は収録されていたが、スタジオ音源は初収録となった。
6. ソドミスト”
長らく未音源化作品だった楽曲。
7. それぞれ
ミニ・アルバム『VoThM for Kyoko』収録されている。
8. つまさきで蹴って
長らく未音源化作品だった楽曲。
9. Wall
ミニ・アルバム『VoThM for Kyoko』収録されている。